# Octopodidae
Octopodidae zijn een familie van octopussen. 

## Taxonomie
De familie wordt als volgt ingedeeld:
- Geslacht Abdopus Norman & Finn, 2001
- Geslacht Ameloctopus Norman, 1992
- Geslacht Amphioctopus P. Fischer, 1882
- Geslacht Callistoctopus Taki, 1964
- Geslacht Cistopus Gray, 1849
- Geslacht Euaxoctopus Voss, 1971
- Geslacht Galeoctopus Norman, Boucher & Hochberg, 2004
- Geslacht Grimpella Robson, 1928
- Geslacht Hapalochlaena Robson, 1929
- Geslacht Histoctopus Norman, Boucher-Rodoni & Hochberg, 2009
- Geslacht Lepidoctopus Haimovici & Sales, 2019
- Geslacht Macrochlaena Robson, 1929
- Geslacht Macroctopus Robson, 1928
- Geslacht Macrotritopus Grimpe, 1922
- Geslacht Octopus Cuvier, 1797
- Geslacht Paroctopus Naef, 1923
- Geslacht Polypus Leach, 1817
- Geslacht Pteroctopus P. Fischer, 1882
- Geslacht Robsonella Adam, 1938
- Geslacht Scaeurgus Troschel, 1857
- Geslacht Teretoctopus Robson, 1929
- Geslacht Thaumoctopus Norman & Hochberg, 2005
- Geslacht Wunderpus Hochberg, Norman & Finn, 2006
- Geslacht Moschites J. G. Schneider, 1784 (tijdelijke naam)

### Nomen dubium
- Geslacht Pinnoctopus d'Orbigny, 1845

### Synoniemen
- Onderfamilie Bathypolypodinae Robson, 1929 => Bathypolypodidae Robson, 1929
- Geslacht Berrya Adam, 1939 => Pteroctopus P. Fischer, 1882
- Geslacht Danoctopus Joubin, 1933 => Pteroctopus P. Fischer, 1882
- Geslacht Eledona Risso, 1854 => Eledone Leach, 1817
- Geslacht Eledonenta Rochebrune, 1884 => Callistoctopus Taki, 1964
- Onderfamilie Eledoninae Rochebrune, 1884  => Eledonidae Rochebrune, 1884
- Geslacht Hallia Rochebrune, 1884 => Hoylea Rochebrune, 1885 => Eledone Leach, 1817
- Geslacht Hapaloctopus Taki, 1962 => Berrya Adam, 1939 => Pteroctopus P. Fischer, 1882
- Geslacht Hoylea Rochebrune, 1885 => Eledone Leach, 1817
- Geslacht Joubinia Robson, 1929 => Robsonella Adam, 1938
- Geslacht Ozoena Rafinesque, 1814 => Eledone Leach, 1817
- Geslacht Sasakinella Taki, 1964 => Pteroctopus P. Fischer, 1882
- Geslacht Schizoctopus Hoyle, 1886 => Amphioctopus P. Fischer, 1882